# Кутар
Кутар (ісп. Cútar) — муніципалітет в Іспанії, у складі автономної спільноти Андалусія, у провінції Малага. Населення — 671 особа (2010).
Муніципалітет розташований на відстані близько 400 км на південь від Мадрида, 21 км на північний схід від Малаги.
На території муніципалітету розташовані такі населені пункти: (дані про населення за 2010 рік)
- Кутар: 270 осіб
- Лас-Росас: 180 осіб
- Сальто-дель-Негро: 159 осіб
- Ла-Субія: 62 особи

## Демографія
Динаміка населення (INE ):

## Галерея зображень

Розташування муніципалітету у провінції Малага
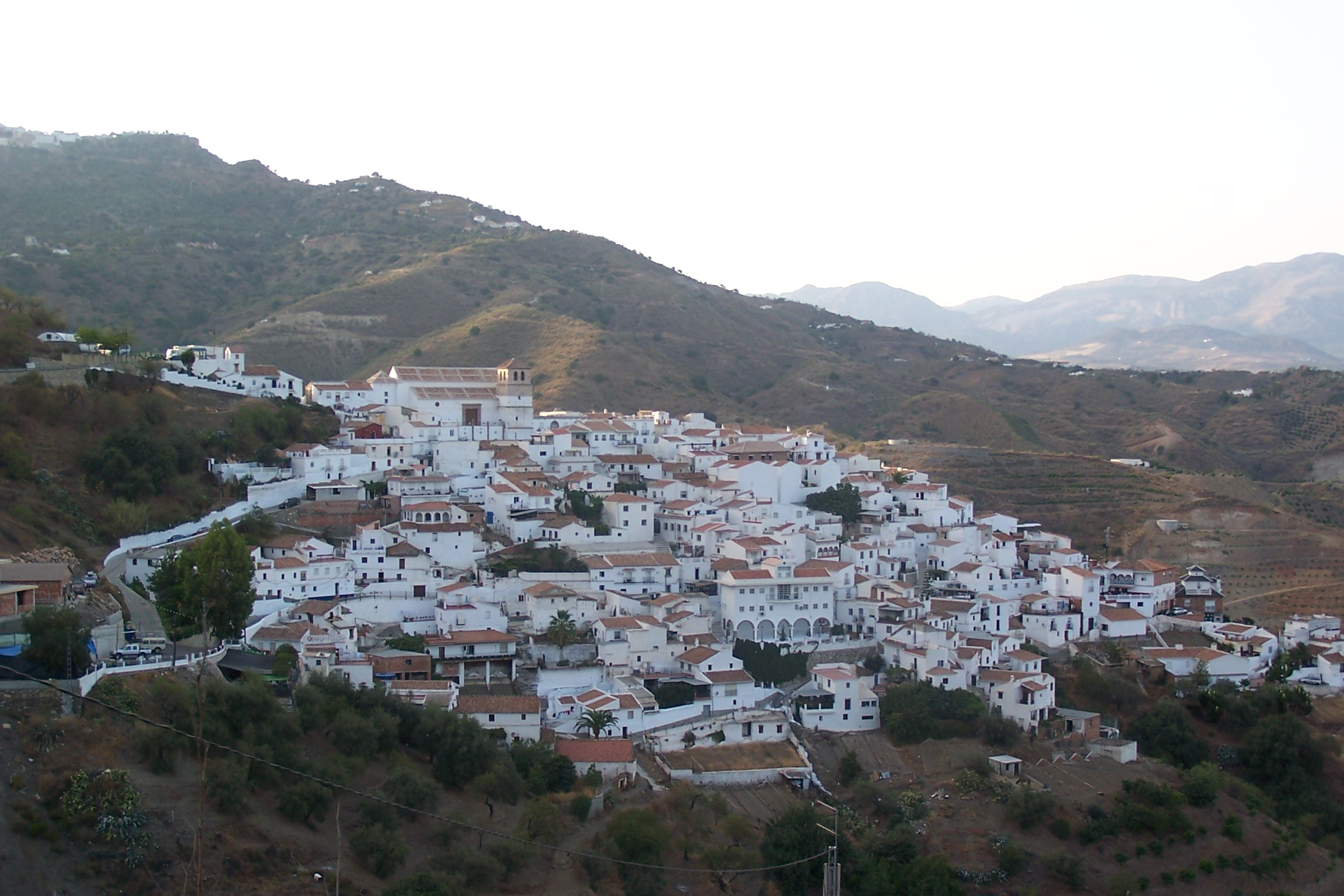
Кутар